# Филатенков, Василий Филиппович
Василий Филиппович Филатенков (17 августа 1909 — 3 марта 1995) — командир дивизиона 380-го легкого артиллерийского полка 200-й легкой артиллерийской бригады 4-й танковой армии 1-го Украинского фронта, капитан. Герой Советского Союза.

## Биография
Родился 17 августа 1909 года в деревне Паново ныне Темкинского района Смоленской области. Член ВКП(б)/КПСС с 1941 года. Окончил семь классов неполной средней школы. Работал в колхозе, на строительстве Вяземского железнодорожного узла.
В 1931 года призван в ряды Красной Армии. В 1938 году окончил курсы младших лейтенантов. Участник освободительного похода советских войск в Западную Украину и Западную Белоруссию в 1939 году, советско-финской войны 1939—1940 годов. В боях Великой Отечественной войны с 22 июня 1941 года.
Командир дивизиона 380-го легкого артиллерийского полка капитан В. Ф. Филатенков отличился в ходе Висло-Одерской операции. 12 января 1945 года на сандомирском плацдарме артиллеристы обеспечили прорыв обороны противника в районе населённого пункта Корытница.
20 января 1945 года на марше к реке Варта огнём прямой наводкой уничтожили до двух рот противников. 22 января 1945 года обеспечили захват позиций противника в районе населённого пункта Шрейберсдорф в 16 километрах северо-западнее польского города Кемпно. В этом бою В. Ф. Филатенков был тяжело ранен.
Указом Президиума Верховного Совета СССР от 10 апреля 1945 года за образцовое выполнение боевых заданий командования и проявленные при этом мужество и героизм капитану Филатенкову Василию Филипповичу присвоено звание Героя Советского Союза с вручением ордена Ленина и медали «Золотая Звезда».
С 1948 года капитан В. Ф. Филатенков — в запасе. Жил в Киеве. Работал в областном управлении автотранспорта. Скончался 3 августа 1995 года. Похоронен в Киеве на Городском кладбище «Берковцы».
Награждён орденами Ленина, Красного Знамени, Александра Невского, Отечественной войны 1-й и 2-й степеней, Красной Звезды, медалью «За боевые заслуги», другими медалями.